# Непесов, Дурды Непесович
Дурды́ Непе́сович Непе́сов (1911, Кушка, Закаспийская область — 1990, Ашхабад) — организатор здравоохранения, учёный,  ректор Туркменского государственного медицинского института.

## Биография
Родился в 1911 году в Кушке. Член КПСС с 1943 года.
Окончил Туркменский медицинский институт (1938).
С 1938 г. — инспектор, сотрудник аппарата, начальник управления здравоохранения Совнаркома Туркменской ССР.
27 августа 1941 года призван в ряды РККА; участник Великой Отечественной войны в должности командира терапевтического отделения, командира 536-й отдельной медико-санитарной роты артиллерийской дивизии прорыва РГК; гвардии майор медицинской службы, удостоен боевых наград. Демобилизовался в 1947 г.
Заместитель министра (1947-1950), министр здравоохранения Туркменской ССР (1950-1963), ректор Туркменского государственного медицинского института (1963-1970), директор института повышения квалификации врачей при Министерстве здравоохранения Туркменской ССР.
С 1986 г. на пенсии.
Избирался депутатом Верховного Совета Туркменской ССР 3-го и 4-го созывов.
Умер в Ашхабаде в 1990 году.

### Избранные труды
- Непесов Д. Н. Борьба за ликвидацию трахомы в Туркмении. История, организация : автореф. дис. … канд. мед. наук / 1 Ленинградский мед. ин-т им. акад. И. П. Павлова. — Ашхабад, 1965. — 21 с.
- Непесов Д. Н. История борьбы за ликвидацию трахомы в Туркменистане. — Ашхабад : Туркменистан, 1969. — 218 с.
- Непесов Д. Н. История развития офтальмологической службы в Средней Азии и Казахстане / ред. Ф. Ф. Султанов ; АН Туркменской ССР, Респ. центр науч. мед. информации. — Ашхабад : Ылым, 1986. — 157 с.

редактор
- Актуальные вопросы туберкулеза в Туркменской ССР : сб. ст. / Туркм. НИИ профилакт. и клинич. медицины, Респ. противотуберкулез. диспансер; Отв. ред. Д. Н. Непесов. — Ашхабад : Ылым, 1990. — 140 с. ISBN 5-8338-0280-6
- Вопросы эпидемиологии клиники и лечения туберкулеза / Ред. коллегия: Доц. Д. Н. Непесов (отв. ред.) [и др.] ; М-во здравоохранения ТССР. Туркм. науч.-исслед. ин-т туберкулеза. — Ашхабад : Ылым, 1972—1973.
  - [Вып. 1]. — 1972. — 110 с.
  - Вып. 3. — 1973. — 107 с.

## Награды
- орден Ленина
- орден Трудового Красного Знамени
- три ордена Красной Звезды (29.10.1943[4], 5.6.1945[5], 24.9.1945[3])
- орден Отечественной войны II степени (6.4.1985)[1]
- орден «Знак Почёта».

## Комментарии
1. ↑  По другим данным[2] — родился в д. Мюльк-Учрук, ныне Марыйский велаят, Туркменистан.